# Szota Arweladze
Szota Arweladze (gruz. შოთა არველაძე, ur. 22 lutego 1973 w Tbilisi) – gruziński trener i piłkarz, grający na pozycji napastnika, zawodnik reprezentacji Gruzji. Później także trener. Wuj piłkarza Wato Arweladze, brat innych piłkarzy, Arczila Arweladze i Rewaza Arweladze.

## Życiorys
Karierę zaczynał w klubie Martwe Tbilisi w sezonie 1990/1991. W 1991 roku został zawodnikiem Iberii Tbilisi, która później zmieniła nazwę na Dinamo. Na początku lat 90. został wypatrzony przez działaczy Naprzodu Rydułtowy, lecz transfer nie doszedł do skutku z powodu problemów czysto administracyjnych. W 1994 roku przeszedł do tureckiego klubu Trabzonspor, w którym grał do 1997 roku, zdobywając w sezonie 1995/1996 koronę króla strzelców w 25 bramkami (w 34 meczach) jako pierwszy zawodnik spoza Turcji w historii. W 1998 roku, z 25 bramkami w 31 meczach, został królem strzelców Eredivisie, w której grał w barwach Ajaxu Amsterdam, oraz mistrzem kraju. Ogółem rozegrał w Ajaxie do 2001 roku 96 meczów, w których zdobył 55 bramek. 10 września 1997 roku zadebiutował w reprezentacji Gruzji w meczu z Chorwacją. Po odejściu z Holandii wyjechał do klubu Scottish Premier League Rangers, który kupił go za 2 mln funtów. Z klubem z Ibrox Park zdobył dwa razy tytuły mistrzowskie, w 2003 i 2005 roku. Ogółem rozegrał w Glasgow 94 mecze, w których zdobył 44 bramki. Od sezonu 2005/2006 był zawodnikiem holenderskiego AZ Alkmaar. Latem 2007 przeszedł do Levante UD. Po sezonie 2007/2008 ze względu na kontuzje postanowił zakończyć karierę piłkarską.
W latach 2008–2010 Arweladze pracował jako drugi trener w AZ Alkmaar. Był kolejno asystentem Louisa van Gaala, Ronalda Koemana oraz Dicka Advocaata. Na początku sezonu 2010/2011 Gruzin został szkoleniowcem tureckiego Kayserisporu. W 2012 roku został trenerem Kasımpaşa SK. W 2015 roku został ogłoszony trenerem Trabzonsporu, ale jeszcze w tym samym roku został z niego zwolniony. W 2016 roku został trenerem izraelskiego klubu Maccabi Tel Awiw.

## Kariera
| Sezon   | Klub           | Kraj      | Rozgrywki                         | Mecze | Bramki |
| ------- | -------------- | --------- | --------------------------------- | ----- | ------ |
| 1990    | Martwe Tbilisi | Gruzja    | Meore Dżgupi Wschód               | 30    | 33     |
| 1991    | Iberia Tbilisi | Gruzja    | Umaghlesi Liga                    | 7     | 3      |
| 1991/92 | Iberia Tbilisi | Gruzja    | Umaghlesi Liga                    | 30    | 22     |
| 1992/93 | Dinamo Tbilisi | Gruzja    | Umaghlesi Liga                    | 23    | 18     |
| 1993/94 | Dinamo Tbilisi | Gruzja    | Umaghlesi Liga                    | 7     | 8      |
|         | Trabzonspor    | Turcja    | Süper Lig                         | 18    | 15     |
| 1994/95 | Dinamo Tbilisi | Gruzja    | Umaghlesi Liga                    | 8     | 11     |
|         | Trabzonspor    | Turcja    | Süper Lig                         | 17    | 12     |
| 1995/96 | Trabzonspor    | Turcja    | Süper Lig                         | 34    | 25     |
| 1996/97 | Trabzonspor    | Turcja    | Süper Lig                         | 27    | 9      |
| 1997/98 | AFC Ajax       | Holandia  | Eredivisie                        | 31    | 25     |
| 1998/99 | AFC Ajax       | Holandia  | Eredivisie                        | 19    | 7      |
| 1999/00 | AFC Ajax       | Holandia  | Eredivisie                        | 17    | 5      |
| 2000/01 | AFC Ajax       | Holandia  | Eredivisie                        | 27    | 18     |
| 2001/02 | AFC Ajax       | Holandia  | Eredivisie                        | 2     | 0      |
|         | Rangers        | Szkocja   | Scottish Premier League           | 22    | 11     |
| 2002/03 | Rangers        | Szkocja   | Scottish Premier League           | 30    | 15     |
| 2003/04 | Rangers        | Szkocja   | Scottish Premier League           | 19    | 12     |
| 2004/05 | Rangers        | Szkocja   | Scottish Premier League           | 24    | 6      |
| 2005/06 | AZ Alkmaar     | Holandia  | Eredivisie                        | 31    | 22     |
| 2006/07 | AZ Alkmaar     | Holandia  | Eredivisie                        | 29    | 14     |
| 2007/08 | Levante UD     | Hiszpania | Primera División                  | 4     | 0      |
|         |                |           | Łącznie w Umaghlesi Liga          | 105   | 95     |
|         |                |           | Łącznie w Süper Lig               | 96    | 61     |
|         |                |           | Łącznie w Scottish Premier League | 95    | 44     |
|         |                |           | Łącznie w Eredivisie              | 156   | 91     |